# Далія Трускіновська
Далія Трускіновська (рос. Далия Мееровна Трускиновская, нар. 13 травня 1951, Рига) — латвійська російськомовна письменниця-фантастка, поетеса та авторка історичних творів.

## Біографія
Далія Трускіновська народилась у Ризі. Уже з дитинства вона цікавилась літературою та історією, до 12 років перечитала найкращі зразки європейської літератури, перекладеної російською мовою. У 1973 році Далія Трускіновська закінчила філологічний факультет Латвійського університету, та протягом року працювала вчителькою в школі. У 1974 році Трускіновська перейшла на журналістську роботу до редакції газети «Советская молодёжь». У 80-х роках ХХ століття вона розпочала літературну діяльність, спочатку публікувала вірші в латвійських друкованих виданнях, а першим її опублікованим прозовим твором стала повість «Запах бурштину», надрукований у журналі «Даугава», а в 1984 році вийшла її перша збірка прози за назвою її першої повісті. Перші прозові твори письмениці можна віднести до детективної тематики, до якої більшість оглядачів відносять більшість її творів 80—90-х років ХХ століття. Частково фантастичний елемент, більше містичний, присутній уже в перших її прозових творах, проте офіційно дебютувала Далія Трускіновська у фантастиці в 1985 році оповіданням «Безсмертний Дім». У 1988 році вийшли у світ дві її фантастичні повісті «Вічність для Джульєтти» та «Сентиментальна планета», проте відомою як автор фантастики Трускіновська стала в 1990 році після виходу в світ її повісті «Дверинда», написаної в стилі міського фентезі. За період своєї творчої діяльності Далія Трускіновська опублікувала низку романів та повістей, які можна віднести як до фантастичного жанру, так і низку пригодницьких, історичних та детективних творів. Далія Трускіновська постійно проживає у рідному місті Рига, та, крім письменницької та журналістської діяльності, є активним учасником фандому, постійно спілкується із шанувальниками фантастики як на зустрічах шанувальників фантастики, так і в мережі Інтернет.

## Літературна творчість
Літературну творчість Далія Трускіновська розпочала на початку 80-х років ХХ століття із публікації віршів, перший її прозовий твір опубліковано в 1981 році. Більшість творів письменниці важко віднести до якогось конкретного жанру літератури. Значна частина її перших творів можна віднести до жанру іронічного детективу, зокрема повість «Оголена в капелюшку», яка пізніше була екранізована. Частину творчості письменниці можна віднести до стилю чистої фантастики, зокрема роман «Люс-А-Гард». Значну частину творчості Далії Трускіновської складають історичні твори, особливо письменниця цікавиться історією XVIII століття, якому присвячений цикл її історичних творів «Государеві конюхи» та ряд інших творів письменниці. Серед фантастичних творів Трускіновська найчастіше пише у жанрі фентезі, часто міського фентезі (зокрема, повість «Дверинда»), іноді в жанрі історичного фентезі, до якого відноситься роман, який літературні критики називають найкращим твором письменниці, «Монах і кішка», та роман «Королівська кров». Історія Близького Сходу описана в її історично-фентезійних романах «Казка про кам'яний талісман» та «Шайтан-зірка». Деякі твори Далії Трускіновської практично неможливо назвати творами якогось конкретного жанру, зокрема роман «Аметистовий млинець», який критики відносять до гумористично-фантастично-філософського детективу з елементами міського фентезі та містики. На думку літературних критиків, Далія Трускіновська є антифеміністкою, що особливо помітно в її романі «Люс-А-Гард». Окрім того, в творчому доробку Трускіновської є книга «100 великих майстрів балету», яка виходила в російській серії книг «100 великих».

## Нагороди та премії
Далія Трускіновська є лауреатом премії «Фанкон» у 1997 році за роман «Монах і кішка». У 2000 році письменниця отримала премію «Зіланткон» за романи «Казка про кам'яний талісман» і «Шайтан-зірка». У 2001 та 2002 році письменниця отримала премію «Сигма-Ф». Тричі — в 2013, 2014, 2015 — Трускіновська отримувала премію «Басткон». У 2005 році письменниця отримала премію імені Єфремова за оповідання «Перешийці». У 2006 році Далія Трускіновська отримала премію «Зоряний міст».

## Переклади
Твори Далії Трускіновської, окрім латиської, перекладені кількома мовами світу, зокрема англійською.

## Фільмографія та екранізації
У 1991 році на Одеській кіностудії знято фільм «Оголена в капелюсі» за однойменною повістю Далії Трускіновської.

### Романи
- Люс-А-Гард (1995)
- Королевская кровь (1996)
- Аметистовый блин (2000)
- Окаянная сила (2000)
- Нереал (2001)
- Дайте место гневу божию (2003)
- Несусветный эскадрон (2004)
- Как вы мне все надоели! (2004)
- Охотницы на мужчин (2005)
- Прекрасная Алёна, или Окаянная сила (2005)
- Заклятие колдуньи. Диармайд (2005)
- Шайтан-звезда (2006)
- Чумная экспедиция / Сыск во время чумы (2006)
- Деревянная грамота (2007)
- Кровавый жемчуг (2007)
- Заколдованная душегрея (2007)
- Опасные гастроли (2008)
- Наследница трёх клинков (2009)
- Рижский редут (2009)
- Ученица Калиостро (2009)
- Береговая стража (2010)
- Дурни вавилонские (2010)
- Скрипка некроманта (2010)
- Булатный перстень (2011)
- Рецепт на тот свет (2012)
- Число Приапа (2012)
- Аэроплан для победителя (2013)
- Слепой секундант (2013)
- Батареи Магнусхольма (2014)
- Кот и крысы (2014)
- Несусветный эскадрон (2014)
- Операция «Аврора» (2014)
- Охота на льва (2014)
- Персидский джид (2014)
- Блудное художество (2015)
- Единственные (2015)
- Курляндский бес (2015)
- Наблюдательный отряд (2015)
- Однажды в Париже (2015)
- Подмётный манифест (2015)
- Блудное чадо (2016)
- Вес взят! (2016)

### Повісті та оповідання
- Запах янтаря (1981)
- Бессмертный Дим (1985)
- Вечность для Джульетты (1985)
- Сентиментальная планета (1988)
- Дверинда (1990)
- Душа и дьявол (1990)
- Но я хочу быть с тобой (1991)
- Испытание (1991)
- Любовь (1991)
- Секунданты (1995)
- Монах и кошка (1995)
- Коза отпущения (1995)
- Коломбине дозволено всё (1995)
- Умри в полночь (1995)
- Обнажённая в шляпе (1995)
- Парабеллум по кличке Дружок (1995)
- Часовой (1995)
- Корзинка с бриллиантами (1995)
- Баллада об индюке и фазане (1995)
- Охота на обезьяну (1996)
- Сказка о каменном талисмане (1996)
- Мужик на выданье (1998)
- Сумочный (2000)
- Жертва страсти (2000)
- Маршрут Оккама (2001)
- По-нашему, по-купечески! (2001)
- Кошка в сапогах (2001)
- Новопреставленный, от жизни отставленный (2001)
- Пространство пассионарности (2001)
- Ксения (2001)
- Жалобный маг (2001)
- Рог Роланда (2002)
- Талисманка (2002)
- Нюхай звезды! (2002)
- Побег (2002)
- Венера и Вулкан (2002)
- Кладоискатели (2002)
- Женщина четвёртой категории (2003)
- Путь домового (2003)
- Сиамский ангел (2003)
- Аутсайдеры (2003)
- Гори, гори! (2003)
- Халява (2004)
- Челобитная (2004)
- Жонглёр и Мадонна (2004)
- Вихри враждебные (2004)
- Ползучее слово (2004)
- Ускоритель (2004)
- Перешейцы (2004)
- Предок (2004)
- Ворота (2004)
- Берег надежды (2005)
- Молчок (2005)
- Свинская история (2005)
- Пустоброд (2005)
- Перо Мнемозины (2005)
- У Пресноводья дуб зелёный (2005)
- Баллада о двух гастарбайтерах
- Командирское огниво (2006)
- Пьяная планета (2006)
- Свист (2006)
- Надёжные соседи (2007)
- Натурщик (2007)
- Сочтёмся славой! (2007)
- Сусси (2007)
- Бедные рыцари (2007)
- Графиня Монте-Кристо (2008)
- Оружие «Х» (2008)
- Рог Роланда (2008)
- Хранитель клада (2008)
- Гусарский штосс (2009)
- Сиамский ангел (2010)
- Переводчик со всех языков (2011)
- Авось, прорвёмся! (2012)
- Массажист (2012)
- Ничей отряд (2012)
- Стелла Марис (2012)
- Лихая Звезда (2013)
- Мембрана (2013)
- Сова расправляет крылья (2013)
- Ускоритель (2013)
- Загробный детектив (2014)
- Семья (2014)
- Серебряные руки (2014)
- Третье желание (2014)
- Вредители (2015)
- Обезьяна с гранатой (2015)
- Потустороннее наследство (2015)
- Ключ без права передачи (2017)

### Інші твори
- 100 великих мастеров балета (2010)